# Sonic Visualiser
Sonic Visualiser – wieloplatformowy program komputerowy do obróbki i wizualizacji plików dźwiękowych. Udostępniony jest na zasadach licencji GNU GPL. Dostępny jest w postaci kodu źródłowego, jak również plików binarnych dla platform GNU/Linux, OS X oraz Windows. Autorem programu jest Chris Cannam.
Przykładowe możliwości:
- wyświetlanie spektrogramów i wykresów falowych
- obsługa pluginów Vamp oraz LADSPA poszerzających możliwości programu o dodatkowe funkcje (np. analizator tempa utworu)
- obsługa plików dźwiękowych w formacie MP3, OGG, WAV